# Droužetice
Droužetice jsou obec v okrese Strakonice v Jihočeském kraji. Leží zhruba 3,5 kilometru severně od Strakonic, při jihovýchodním úpatí vrchu Tisovník (588,9 metrů). Žije zde 130 obyvatel.

## Historie
První písemná zmínka o vesnici pochází z roku 1227 (záznam o darování poplatků z Droužetic králem Přemyslem Otakarem I. klášteru sv. Jiří na Pražském hradě). Stávala tu tvrz, která patřila pánům Řepickým. V roce 1552 byla již pustá.

## Obyvatelstvo
| Rok            | 1869 | 1880 | 1890 | 1900 | 1910 | 1921 | 1930 | 1950 | 1961 | 1970 | 1980 | 1991 | 2001 | 2011 | 2021 |
| -------------- | ---- | ---- | ---- | ---- | ---- | ---- | ---- | ---- | ---- | ---- | ---- | ---- | ---- | ---- | ---- |
| Počet obyvatel | 277  | 281  | 244  | 247  | 265  | 248  | 243  | 185  | 174  | 166  | 127  | 116  | 107  | 101  | 136  |
| Počet domů     | 34   | 34   | 35   | 36   | 39   | 39   | 41   | 46   | 50   | 47   | 41   | 48   | 48   | 50   | 58   |

## Obecní správa
Mezi lety 1850–1976 byly Droužetice obcí v okrese Strakonice. Od 1. dubna 1976 do 31. prosince 1991 patřily jako část města k Strakonicím a od 1. ledna 1992 jsou opět samostatnou obcí, ale Podolí již zůstalo součástí Radomyšle.

### Místní části
Obec Droužetice se skládá ze dvou částí na dvou katastrálních územích.
- Černíkov (k. ú. Černíkov u Strakonic)
- Droužetice (i název k. ú.)

V letech 1850–1889 k obci patřily i Domanice a v letech 1960–1976 také Podolí.

### Obecní symboly
Znak a vlajka byly obci uděleny rozhodnutím předsedy Poslanecké sněmovny Parlamentu České republiky dne 12. prosince 2008.

## Pamětihodnosti
- Přírodní památka Ryšovy

## Galerie

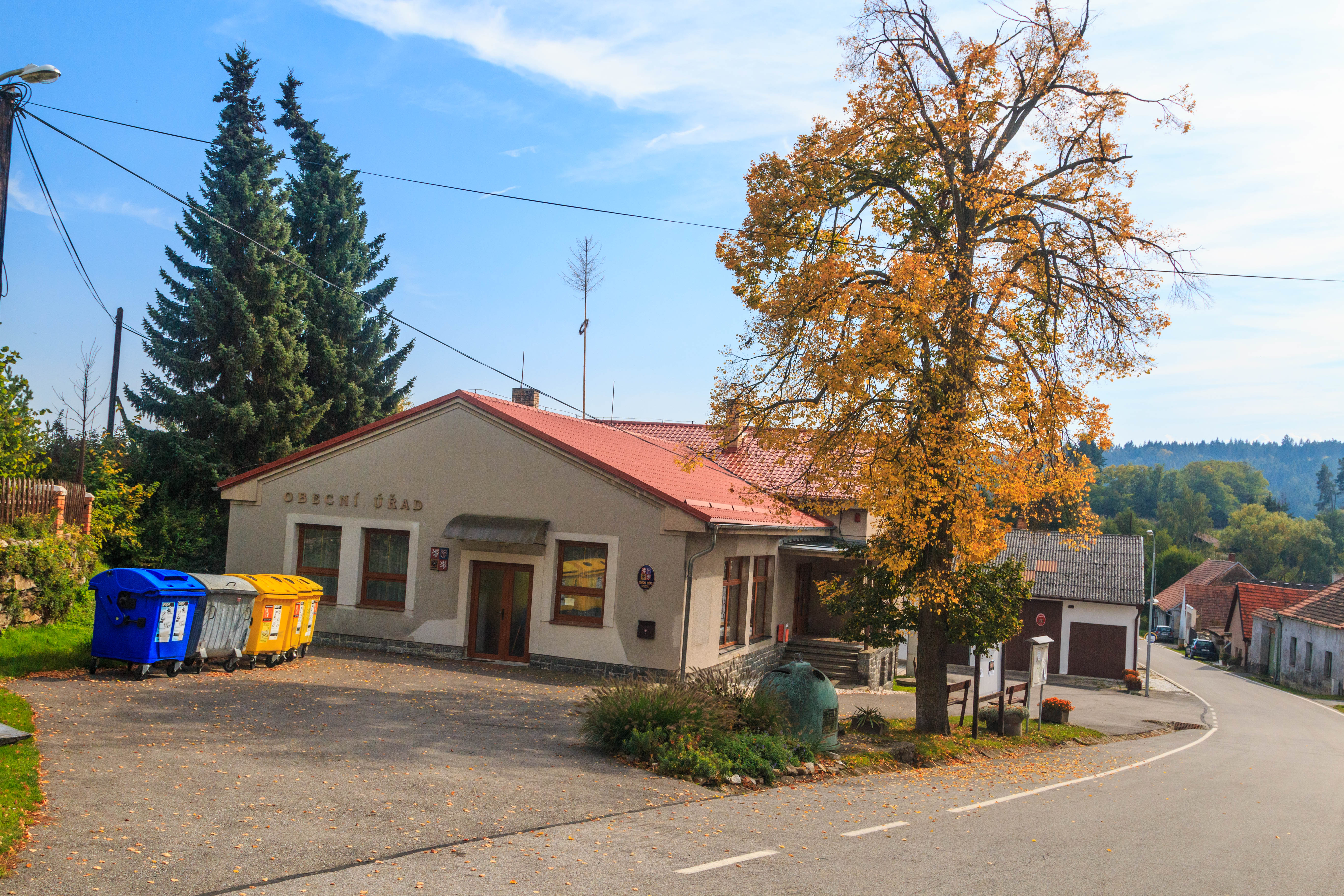
Obecní úřad
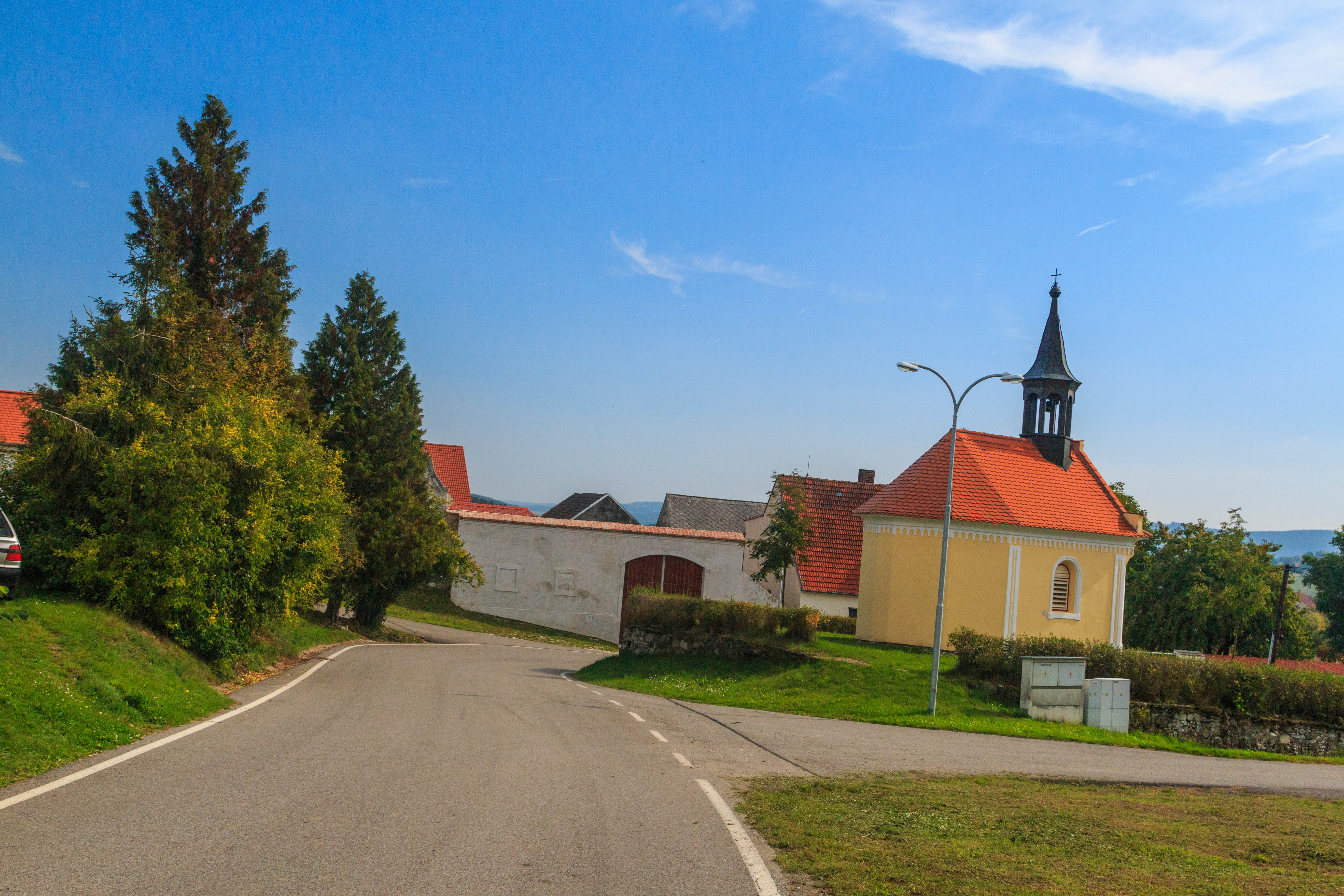
Kaple
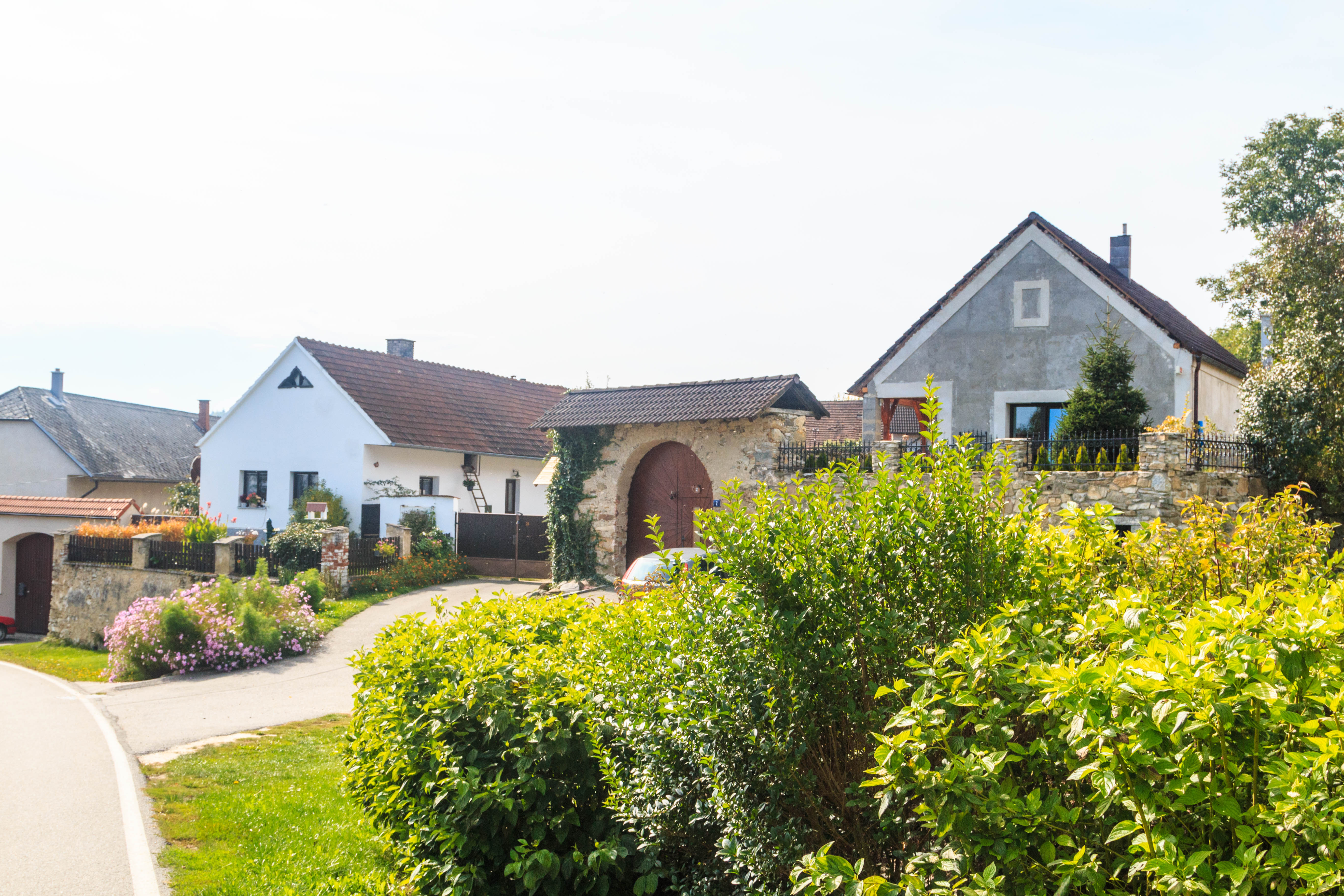
Čp. 2
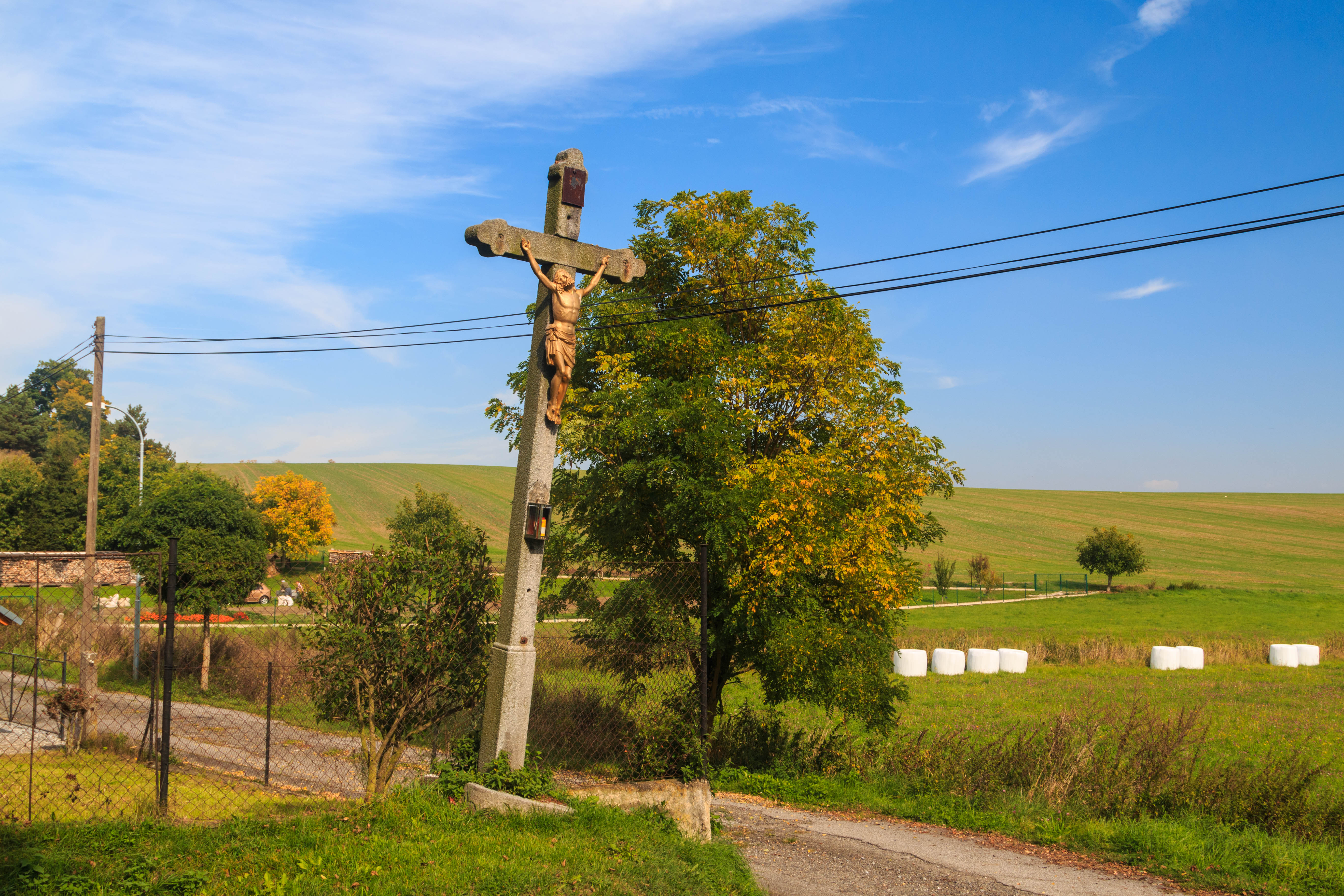
Kříž